# 青渭神社のケヤキ

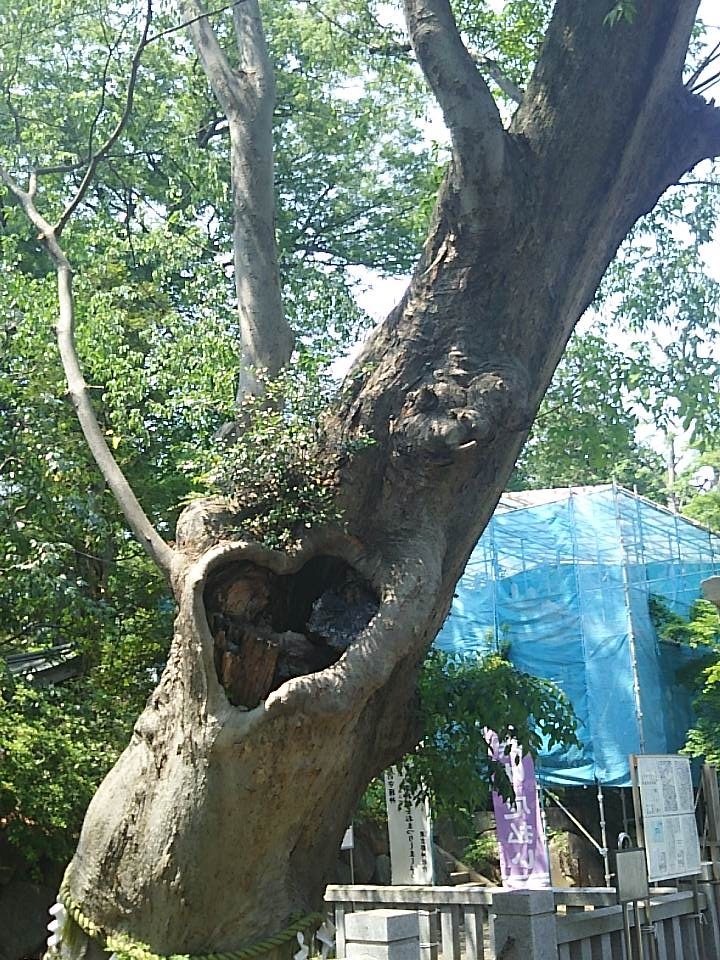
青渭神社のケヤキ（2016年5月22日）

青渭神社のケヤキ（あおいじんじゃのケヤキ）は、東京都調布市深大寺元町五丁目の青渭神社境内に生育するケヤキの巨木である。『新編武蔵風土記稿』や『江戸名所図会』に取り上げられるほど、古くから知られた木である。調布市内で随一の巨木であり、1972年（昭和47年）に市の天然記念物に指定されている。

## 由来
青渭神社は野川に北面する台地上にあり、深大寺にもほど近い。青渭大神を祭神として祀り、創建年は不詳とされるが、一説には数千年前に先住民が水を求めてこの地に移住したときに、水神を祀ったのが源流であるという。付近からは中期の縄文土器なども数多く発見されていて、居住の歴史が古くまでさかのぼることを裏づけている。
神社の前はかつて「池の谷戸」と呼ばれ、豊かな湧き水に恵まれていて旱魃の際にも涸れることがなかった。湧き水は5町歩余の大池となって青波をたたえていたことから、「青波天神社」、「あおなみさま」という異名でも呼ばれていた。青渭神社は江戸時代には、深大寺村の総鎮守を務めていた。
このケヤキは、青渭神社入り口近くの窪地に生育している。樹高は約34メートル、目通り幹囲は約5.5メートルを測る。
ケヤキは古くは「槻（ツキ）」と呼ばれていた。このケヤキについては『新編武蔵風土記稿』に「社ノ傍ニ囲一丈五尺アマリノ槻ノ老樹アリ」、また『江戸名所図会』にも「社前槻の老樹あり、数百余霜を経たるものなり」の記述があって、化政文化の頃にはすでに巨樹として知られた存在であった。
幕末期の1865年（慶応元年）に深大寺が火災に遭って青渭神社も類焼したが、このケヤキは無事に生き延びた。調布市で最大の巨木であり、1972年（昭和47年）4月10日に市の天然記念物に指定された。青渭神社は交通量の多い通りに面しているためこのケヤキも排気ガスなどの影響を受けているものの、神木として大切に守られているため樹勢は盛んである。

## 交通アクセス
所在地
- 東京都調布市深大寺元町五丁目17-10 青渭神社境内

交通
- 京王線調布駅北口からバス 「青渭神社前」停留所下車すぐ
  - 京王バス 吉14系統 吉祥寺駅行き
  - 京王バス・小田急バス 調35系統 杏林大学病院行き
  - 京王バス・小田急バス 鷹66系統 三鷹駅行き